# Mike Stone (gitáros)
Mike Stone (1969. november 30. –) amerikai gitáros, aki a Queensrÿche-ban eltöltött évei alatt lett világhírű. Első zenekara a Criss volt, amit Peter Criss, a KISS dobosa után keresztelt el. 2003-ban került be a Queensrÿche-ba Kelly Gray gitáros utódjául. A zenekar három lemezén játszott: Tribe, Operation: Mindcrime II és Take Cover.  A rajongók részéről érték olyan vádak, hogy Chris DeGarmo szólóit nem prezentálta maximálisan a koncerteken. Mike sosem volt hivatalosan a zenekar tagja, csak bérzenészként játszott velük.
1999-ben egy szólólemezt is kiadott. Saját bandája, a hard rockot játszó Speed X kedvéért 2009-ben kilépett a Queensrÿche-ból.

## Diszkográfia
Queensryche:
- Tribe (2003)
- Operation: Mindcrime II (2006)
- Take Cover (2007)

Szóló:
- Clear Nights and Cloudy Days - 1999